# ماسکه‌کاری (هنر)

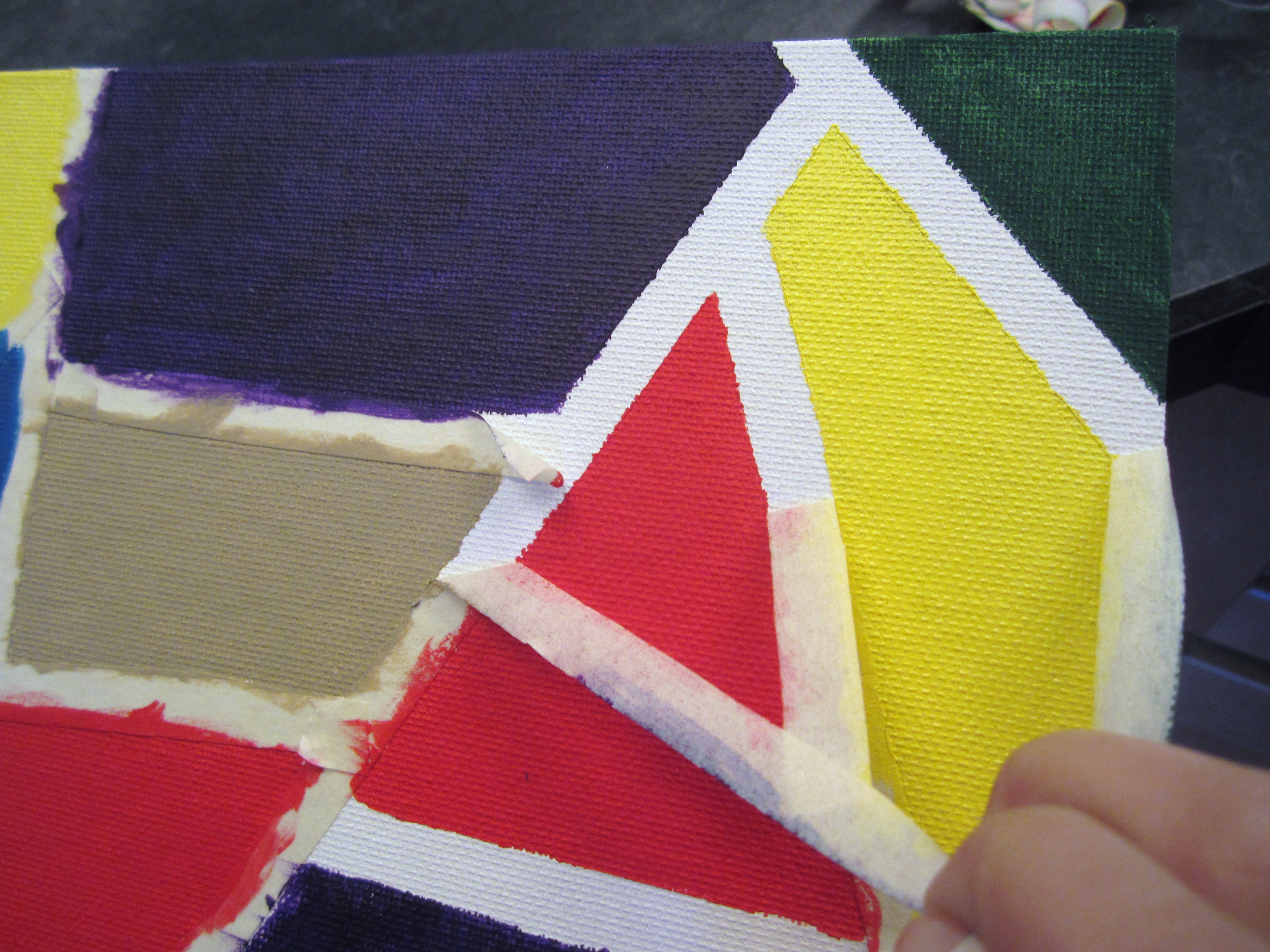
نوار پوششی که از روی بوم جدا می‌شود تا ناحیه محافظت‌شده و رنگ نشده زیر آن نمایان شود

ماسکه‌کاری (در انگلیسی: Masking) در هنر، صنایع دستی و مهندسی، ماسک استفاده از مواد برای محافظت از نواحی در برابر تغییر یا تمرکز تغییرات بر روی مناطق دیگر است. این می‌تواند تکنیک‌ها و مواد مورد استفاده برای کنترل توسعۀ یک اثر هنری را با محافظت از یک منطقه مورد نظر از تغییر توصیف کند. یا پدیده‌ای که (اعم از عمد یا ناخواسته) باعث می‌شود احساسی از توجه آگاهانه پنهان بماند.
این اصطلاح از کلمه ماسک گرفته شده است، به این معنا که صورت را از دید پنهان می‌کند.

## در نقاشی
مواد ماسکه‌کاری مهارت نقاش و انتخاب اپلیکاتور (وسیله‌ای است که برای قرار دادن چیزی یا استفاده از یک ماده روی سطح استفاده می‌شود) برای کنترل محل قرار گرفتن رنگ را تکمیل می‌کند. به عنوان مثال می‌توان به استفاده از شابلون یا نوار چسب ماسکه‌کاری برای محافظت از مناطقی که نباید رنگ‌آمیزی شوند، اشاره کرد.

## در عکاسی

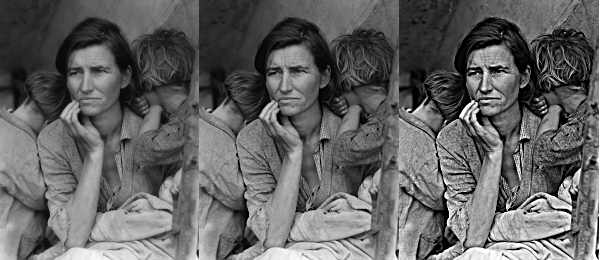
ماسکه‌کاری

ماسک‌هایی که برای عکاسی استفاده می‌شوند برای افزایش کیفیت تصویر استفاده می‌شوند.
بازنمایی یک صحنه (چه فیلم، چه نمایش ویدیویی یا چاپ شده) دارای دامنۀ کنتراست دینامیکی نیست که چشم انسان مستقیماً به همان صحنه نگاه می‌کند. تنظیم کنتراست در یک تصویر به بازیابی برخی از کیفیت‌های درک شده از صحنۀ اصلی کمک می‌کند.

### فیلم
ماسک اغلب از فیلم سیاه و سفید باکیفیت مانند تکنیکال پن کداک (Kodak Technical Pan) ساخته می‌شود که اجازه می‌دهد تا درجه‌ای از نرم شدن ماسک را ایجاد کند. زمان پردازش آن کاهش می‌یابد تا کاملاً با منفی اصلی مخالف نباشد. هر دو نگاتیو ترکیب و ثبت می‌شوند و به طور جمعی با زمان اضافی برای جبران حضور ماسک در معرض دید قرار میگیرند.

### دیجیتال
ماسکه‌کاری کنتراست با ویرایش دیجیتال ساده‌تر می‌شود. یک نسخۀ خاکستری از تصویر، یا با کاهش اشباع یا با محاسبه نسبت‌های انتخاب شده از کانال‌های رنگی تصویر، معکوس و تار تولید می‌شود. ماسک و تصویر اصلی با هم ترکیب می‌شوند تا تصویر پردازش شدۀ نهایی را تولید کنند. برخی از ویرایشگرهای تصویر با تغییر قدرت ترکیب، اجازۀ اصلاح افکت را می‌دهند.